# Composante aérienne militaire
 (mai 2025).

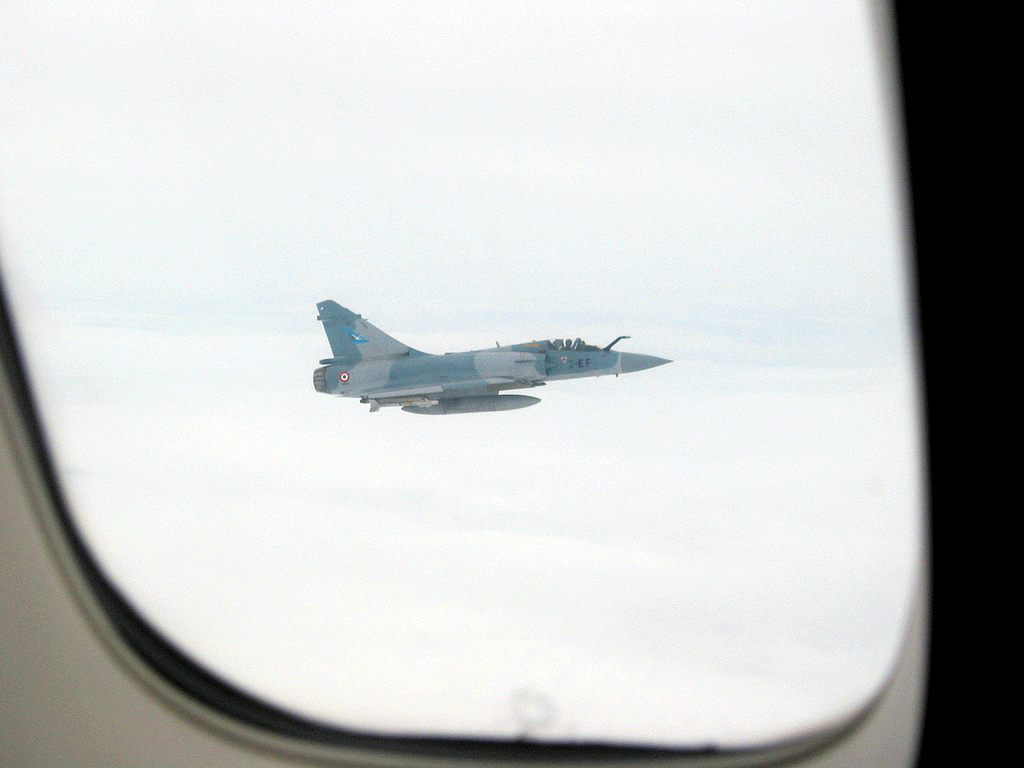
Un Mirage 2000 de l'Armée de l'air française escorte un avion civil en phase d'atterrissage vers l'aéroport de Paris-Charles-de-Gaulle.

Une composante aérienne militaire, force(s) aérienne(s) ou encore armée de l'air est le titre générique donné aux entités aériennes dépendantes des forces armées d'un État. Les missions et l'organisation varient mais le point commun est en général la mise en œuvre d'avions, d'hélicoptères ou de drones militaires ainsi que l'entretien et la protection des infrastructures associées.

## Généralités

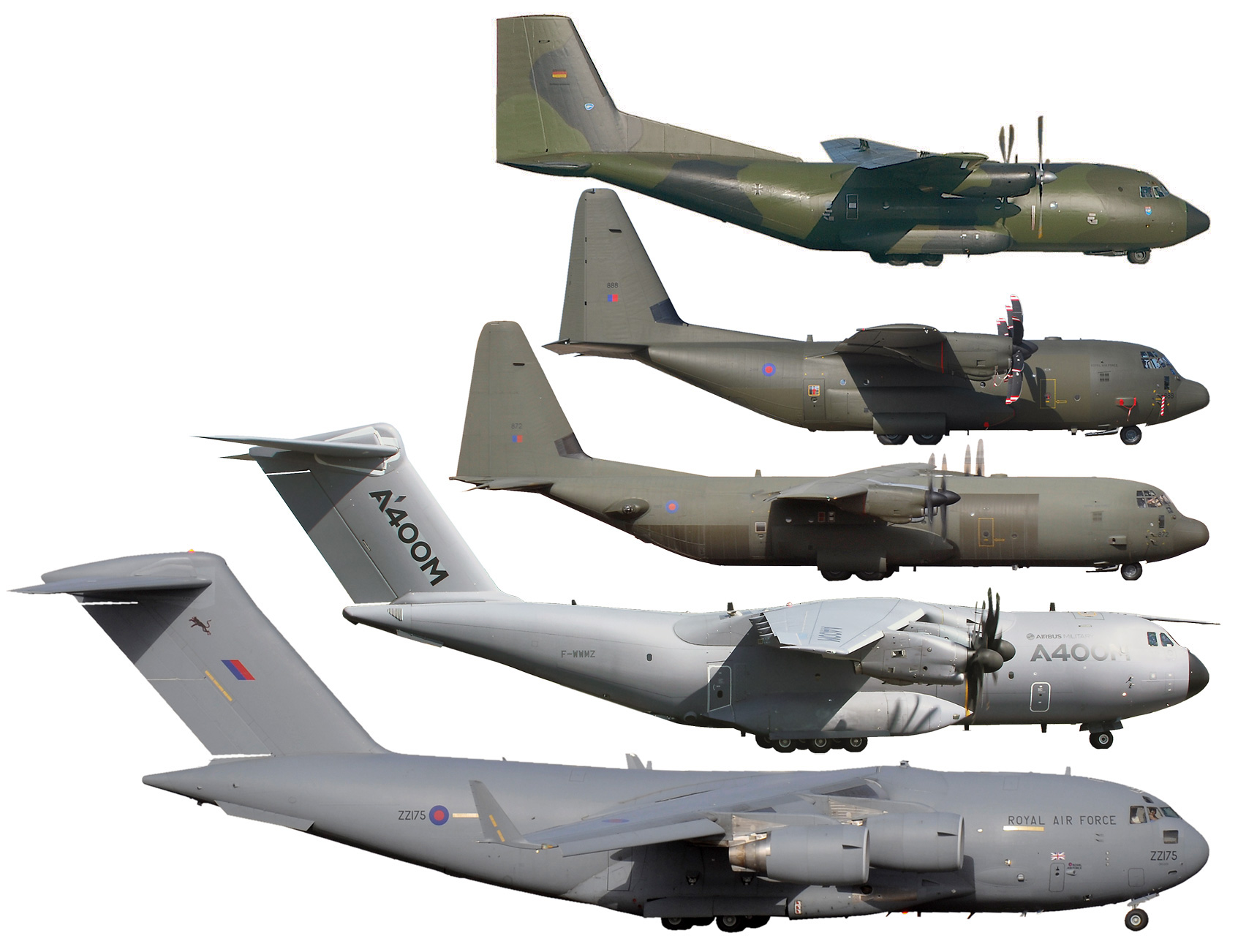
Comparaison de taille d'avion de transport militaire occidentaux en service, de haut en bas : C-160 Transall, C-130J, C-130J-30, A400M et C-17.

### Dénominations
Plusieurs dénominations sont utilisées pour désigner ces composantes en fonction des cas :
- Lorsqu'elles sont indépendantes, elles sont désignées sous le nom de Force(s) aérienne(s) (Air Force pour les pays anglophones, Fuerza Aérea pour les pays hispanophones, etc.) ou Armée de l'air pour certains pays francophones.
- Lorsque ces composantes sont rattachées à d'autres armées elles sont souvent appelées Aviation de l'Armée, Aviation de l'Armée de terre ou Aviation maritime (appelée aussi Aéronavale ou leur équivalent dans la langue du pays).
- Dans les cas où leur domaine de compétence s'étendrait dans l'espace, en l'absence de force spatiale dédiée, ces composantes peuvent prendre le nom d'Armée de l'air et de l'espace ou encore de force(s) aérospatiale(s).

### Mission

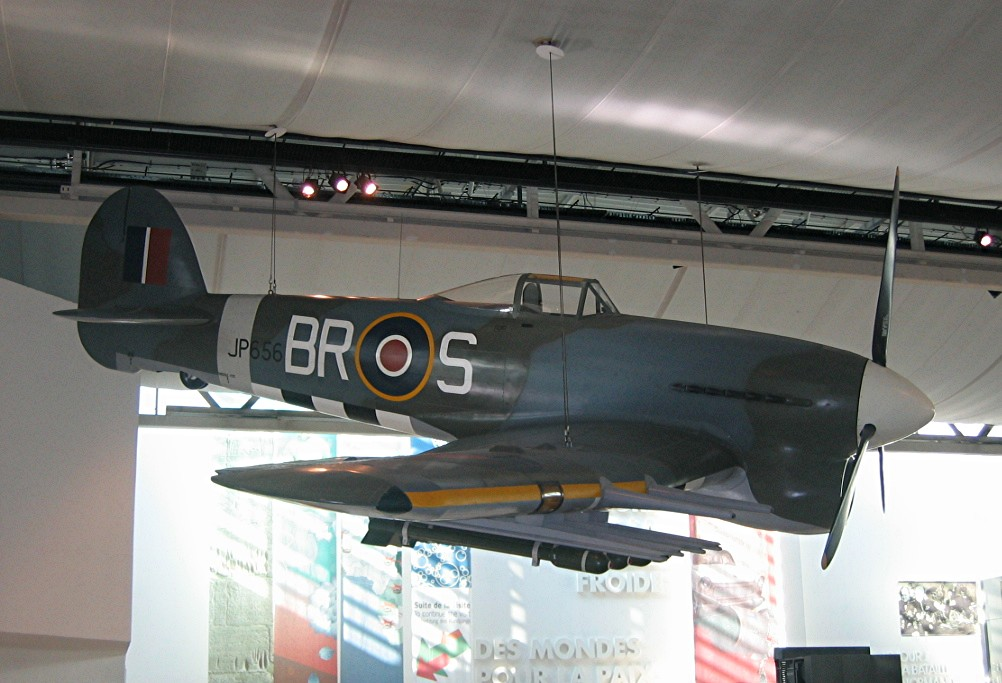
Maquette d'un Hawker Typhoon (RAF) de la Seconde Guerre mondiale exposée au musée mémorial de Caen. L'avion fut mis en œuvre contre les chars et autres véhicules blindés de la Wehrmacht, surtout lors du débarquement en Normandie, l'« opération Overlord », commencée le 6 juin 1944 (le « jour-J »).

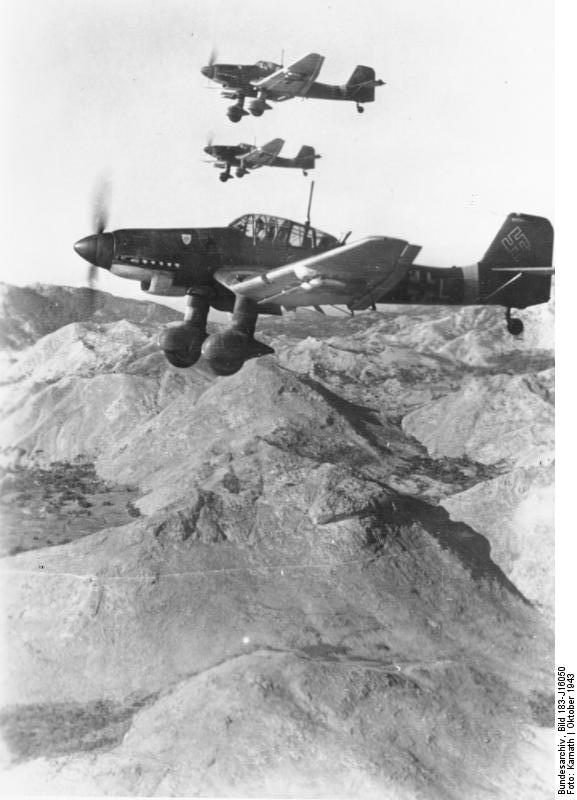
Une escadrille de Junkers Ju 87 (Stuka). Ce célèbre bombardier en piqué est utilisé par la Luftwaffe durant la guerre d'Espagne puis la Seconde Guerre mondiale.

L'organisation des forces armées diffère suivant les États et les missions dévolues à la force aérienne varient en conséquence. Les missions les plus courantes sont :
- l'interception et la destruction des intrus dans l'espace aérien national ou la protection rapprochée des bombardiers en mission au-dessus du territoire ennemi ;
- la pénétration de l'espace aérien ennemi et la reconnaissance ou l'attaque (bombardement, tir de missiles, etc.) d'objectifs stratégiques ou tactiques ;
- le transport stratégique et tactique ainsi que le parachutage ou le largage sur zone ;
- le soutien à d'autres éléments : ravitaillement en vol, surveillance aérienne du champ de bataille, attaque au sol des unités ennemies, etc. ;
- la participation à la dissuasion nucléaire, si disponible.

La composante aéronavale des forces armées (aviation embarquée à bord de porte-aéronefs et aviation basée à terre chargée de la surveillance maritime) est, le plus souvent, sous la responsabilité des forces navales (voir l'article aéronautique navale).
L'Armée de terre peut également mettre en œuvre une composante aérienne chargée du combat aéroterrestre, avec principalement des hélicoptères, de l'aviation légère et des drones.
La mission de détection des intrusions dans l'espace aérien national est, le plus souvent, dévolue à la composante aérienne. Elle utilise des systèmes d'armes composés essentiellement de radars.
La mission de protection des bases aériennes est confiée, suivant les pays, à l'Armée de l'air, l'Armée de terre ou plus rarement a une arme spécialisée dans la lutte antiaérienne.

### Commandement
Il existe, au sein des forces aériennes, deux chaînes hiérarchiques :
- organisationnelle : ce sont les grades militaires ;
- fonctionnelle : ce sont les appellations liées à l'exécution d'une mission particulière :
  - chef de patrouille : il peut commander une formation aérienne,
  - commandant d'escadrille : il gère et peut autoriser les missions aériennes.